# Mujeres en los muros
Mujeres en los Muros (en árabe : ست الحيطة Sitt el-Heita) fue un proyecto de arte público en Egipto para empoderar a las mujeres a través  del arte callejero, fomentando la representación de las figuras femeninas fuertes de Egipto. 
Así a través del  arte callejero, se empodera a las artistas callejeras para participar en el espacio político del grafiti. Esto se produjp durante la revolución del 25 de enero de 2011, cuando se quiso aumentar la conciencia de los problemas de las mujeres introduciéndolas en el espacio público.

## El grafiti político y la Primavera Árabe

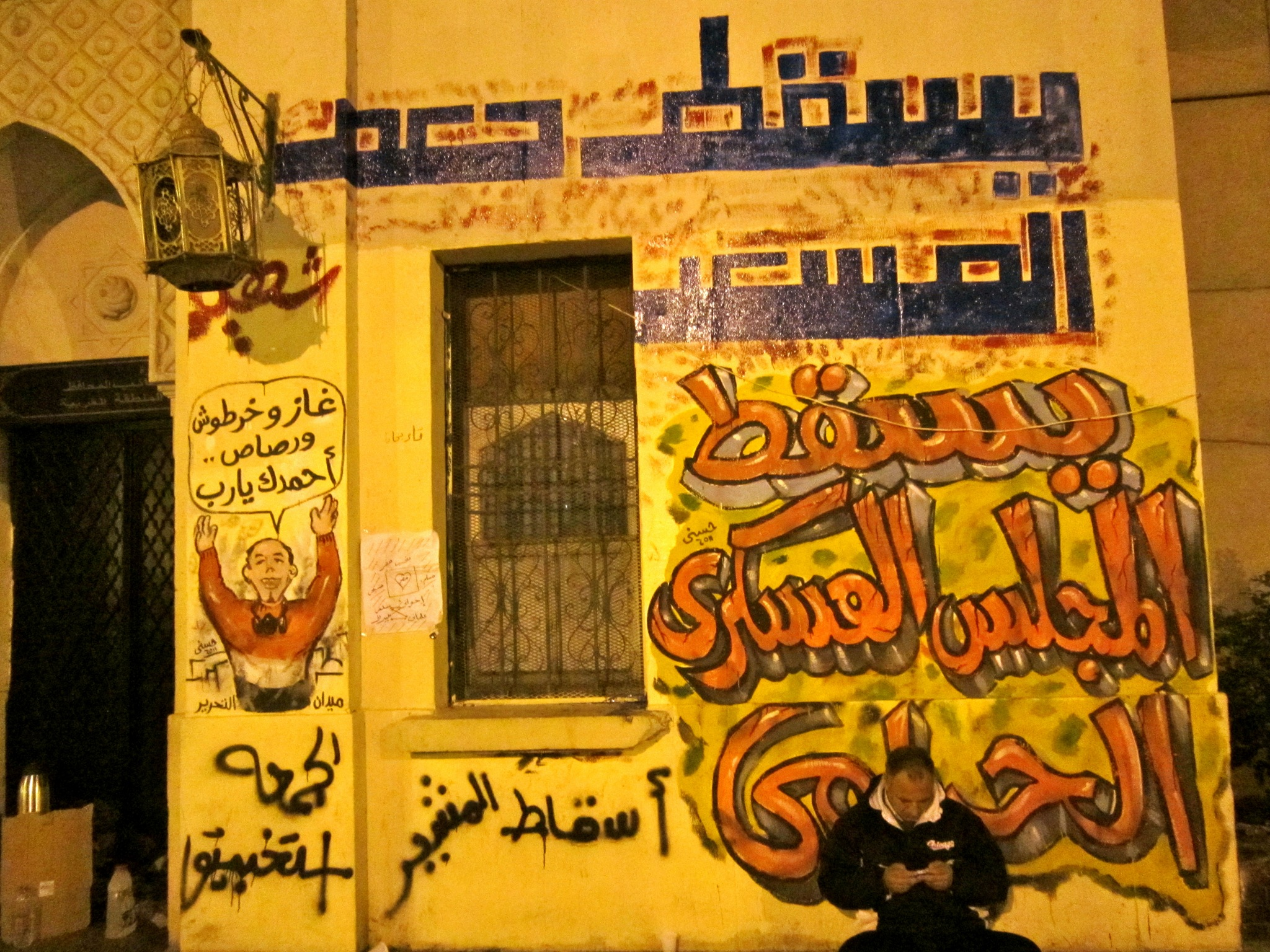
Abajo el régimen militar (grafiti)

Durante las revoluciones de la Primavera Árabe y en los años que las precedieron, los grafitis se utilizaron habitualmente como forma de protesta popular. Además, dado que los líderes árabes autoritarios habían invertido importantes recursos en proyectos de embellecimiento público para demostrar su dominación absoluta del espacio público, el arte callejero o arte urbano  era una forma para que la gente reclamara ese espacio público. Se convirtió en una forma destacada de protesta en muchos países árabes, como Egipto, Túnez, Libia y Siria. Anteriormente,  esta recuperación del espacio público se efectuó con los grafiti pintados durante la intifada palestina de finales de la década de 1980.  Además, el anonimato de esta forma de arte se convirtió en un símbolo del espíritu colectivo de los palestinos.
Este proyecto de mujeres en los muros, Women on Walls fue cofundado por Mia Gröndahl. una documentalista sueca de arte callejero, y Angie Balata, una artista egipcia, en diciembre de 2012 con la financiación del Centro Danés para la Cultura y el Desarrollo. Tuvo lugar durante un mes de duración en la primavera de 2013 en El Cairo, Luxor, Alejandría y Mansoura. Se incluyó sesiones de pintura, talleres y conferencias sobre temas que abarcaban desde el arte hasta cuestiones de la mujer en general. WOMEN ON THE WALLEl proyecto tuvo una segunda campaña en febrero de 2014. En Egipto, el arte callejero no fue un fenómeno generalizado antes del 25 de enero de 2011, pero rápidamente se convirtió en una de las herramientas más poderosas de la revolución. Se utilizó en gran medida para burlarse del entonces presidente Hosni Mubarak. Sin embargo, el grafiti egipcio se expandió rápidamente a varios espacios, medios y géneros. Los tipos populares de grafitis revolucionarios incluián la sátira política, las burlas a los líderes políticos y militares, los murales que representan temas faraónicos y bíblicos. También reproducían etiquetas para movimientos sociales y políticos como el Movimiento Juvenil del 6 de Abril y los Ultras. y retratos pintados de los mártires.

### El grafiti femenino
La revolución del 25 de enero del 2011, siguió siendo un espacio mayoritariamente masculino y había muy pocas piezas que representaban  a las mujeres. Para contrarrestar esto, movimientos como el proyecto Graffiti Harimi (el predecesor de Women on Walls) buscaron aumentar la visibilidad de las mujeres en el espacio público incrementando el número de figuras femeninas en los grafitis, con la intención de demostrar que las mujeres son socias dignas en la revolución. El arte callejero femenino también sirvía para difundir las declaraciones políticas contra el abuso a las mujeres. Una reciente incorporación a la escena del grafiti femenino apoyada por Women on Walls es Laila Ajjawi, quien obtuvo atención de la prensa internacional por sus actividades en el campo de refugiados palestinos administrado por la UNRWA en las afueras de Irbid, Jordania.

## El proyecto

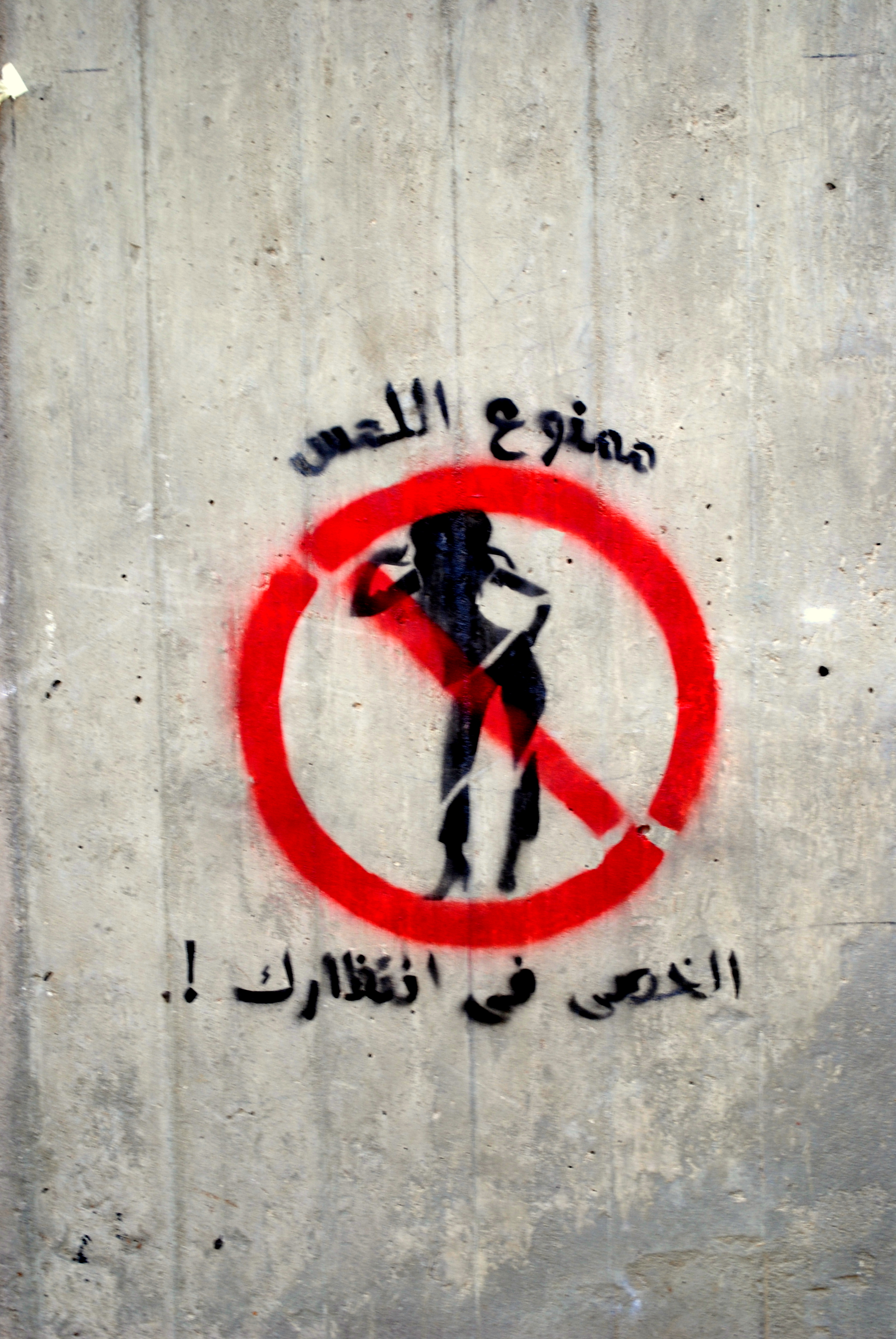
Grafitis contra el acoso sexual en Oriente Medio

### Misión
A  los pocos meses de la Revolución  del 25 de enero de 2011 las mujeres comenzaron a ser excluidas de los espacios de protesta y de los procesos políticos, y la violencia contra las mujeres proliferó en espacios revolucionarios como la Plaza Tahrir. Este desarrollo, sumado a la ya alta tasa de agresión sexual en Egipto y al estereotipo prevaleciente de que las mujeres no eran tan capaces como los hombres,inspiró el proyecto Mujeres en los Muros. Desde la página de Facebook del proyecto se aclaró: «Usamos el arte para debatir uno de los temas más importantes en Egipto, el empoderamiento de la mujer, que abarca diversas cuestiones, como las políticas, sociales, económicas y culturales».

### Las directoras del proyecto de Mujeres en Egipto

#### Mia Gröndahl
Mia Gröndahl es una periodista y documentalista de arte callejero sueca que vive en Egipto desde 1996. Se interesó por primera vez por el grafiti cuando vivía en Gaza, antes de mudarse a Egipto. Después de la Revolución del 25 de enero, pasó más de un año y medio documentando el arte callejero revolucionario en las ciudades egipcias para su libro Revolution Graffiti: Street Art of the New Egypt. Fue a través de este libro promovió el grafiti femenino; de las 17.000 piezas de arte callejaero que documentó, solo 253 incluían imágenes de mujeres. Afirmó que había una necesidad muy fuerte de abordar los problemas de las mujeres y que Egipto era uno de los peores países en lo que se refiere a los derechos de las mujeres. Entre sus obras publicadas se incluyen Revolution Graffiti, In Hope and Despair: Life in the Palestinian Refugee Camps (2003), Gaza Graffiti: Messages of Love and Politics (2009) y Tahrir Square: The Heart of the Egyptian Revolution (2011)

#### Angie Balata
Angie Balata es la gestora cultural local del Proyecto Mujeres en los Muros. Trabajó con Gröndahl en Revolution Graffiti, documentando piezas, estableciendo redes con artistas callejeros y proporcionando traducciones. Al terminar el libro, las dos mujeres colaboraron para ampliar el lanzamiento del libro en una exposición más grande, que se convirtió en WOW, acrónimo de Women on Walls.

### Primera edición
La primera campaña Mujeres en los Muros se lanzó en abril de 2013, con la participación de casi 40 artistas, en las ciudades de El Cairo, Alejandría, Luxor y Mansoura. Cada ciudad tuvo una campaña distinta, liderada por  artistas de grafiti locales conocidos: Mira Shihadeh y Zeft lideraron la campaña de El Cairo mientras que Ammar Abo Bakr lideró la campaña de Luxor. Mohamed Khaled y Ghadir Wagdy lideraron la campaña de Mansoura, y Aya Tarek. Yazaan El Zo'bi y Mohaned Nor lideraron la campaña de Alejandría. Las campañas se dividieron en dos partes. La primera parte se llevó a artistas callejeros a la ciudad de Anafora para realizar talleres relacionados con el género, para aprender sobre temas sensibles al género y trabajar sobre cómo discutir estos temas en la calle. En la segunda parte, los artistas regresaron a sus respectivas ciudades para diseñar piezas que reflejen lo aprendido en los talleres. Al finalizar el proyecto se realizó una ceremonia de clausura para las observaciones finales y el análisis del trabajo terminado.
Entre los participantes destacados se incluyen:
- Abo Bakr
- Hanaa El Degham[27]
- Ahmed Abdallah
- Ahmed Tony
- Panda triste
- Mohamed El Moushir
- Las Brigadas de la Mona Lisa[8][9]

### Segunda edición
La segunda campaña se desarrolló del 8 al 15 de febrero de 2014, con 15 artistas participantes. Debido a los fondos limitados, la campaña de 2014 sólo se realizó en El Cairo. Al igual que en la primera campaña, los participantes asistieron a seminarios y talleres con artistas y activistas feministas, entre ellos Cecilia Uddén, Carolina Falkholt, Radwa Fouda, Lamis Soleiman e Ismail Shawky, y luego colaboraron para pintar a las mujeres en el espacio público. Además, la segunda campaña se asoció a organizaciones como la organización feminista egipcia Nazra y la organización contra el acoso HarassMap para profundizar aún más con los participantes sobre cuestiones de derechos de las mujeres específicamente de Egipto.